# Кесвик (Камбрия)
Кесвик (англ. Keswick), также Кесуик, Кезик — город и община в графстве Камбрия на северо-западе Англии. До 1974 года входил в состав графства Камберленд. Находится в национальном парке Лейк-Дистрикт, расположен к северу от озера Деруэнт-Уотер, в шести километрах от озера Бассентуэйт. Население по переписи 2011 года — 5243 человека.
Первое упоминание города относится к XIII веку, когда король Эдуард I предоставил королевскую хартию рынку Кесвика, который с тех пор непрерывно существует более 700 лет. Кесвик был важным угледобывающим районом, а с XVIII века известен как центр отдыха. Туризм являлся основной отраслью в городе более 150 лет.
В городе находится кинотеатр «Альгамбра» — один из старейших действующих кинотеатров Великобритании. Одно из ежегодно проходящих в городе мероприятий — Кесвикский конвент, собрание евангелистов, привлекающее участников из разных стран.
Кесвик получил широкую известность в связи с деятельностью поэтов Озёрной школы: Сэмюэла Тейлора Кольриджа и Роберта Саути, которые вместе с проживавшим неподалёку Уильямом Вордсвортом воспели живописную красоту Озёрного края, поспособствовав её известности среди читателей в Великобритании и за её пределами.
В конце XIX и в XX веке Кесвик был в центре нескольких важных инициатив растущего движения по охране природы и памятников истории. В результате Национальный фонд Великобритании приобрёл в регионе несколько обширных владений.